# The City of New York vs. Homer Simpson
"The City of New York vs. Homer Simpson" (em português:  A cidade de Nova Iorque vs. Homer Simpson) é o primeiro episódio da nona temporada de The Simpsons, exibido originalmente nos Estados Unidos em 21 de setembro de 1997 na Fox. No episódio, a família Simpson viaja para Manhattan para recuperar o carro da família, que foi tomado emprestado por Barney Gumble e abandonado do lado de fora do complexo de edifícios World Trade Center, ganhando várias multas e um wheel clamp. Ao chegar em Nova Iorque, a família passeia pela cidade, enquanto Homer espera por um agente de trânsito ao lado do carro no World Trade Center para remover o wheel clamp. No entanto, tal agente aparece enquanto Homer está usando o banheiro de uma das torres. Frustrado, Homer decide tirar o carro de lá com o wheel clamp anexado à roda. Ele finalmente consegue removê-lo e vai até o Central Park se reencontrar com o resto de sua família para deixar a cidade.
O roteirista Ian Maxtone-Graham teve a ideia de fazer um episódio no qual a família Simpson viaja a Nova Iorque para recuperar seu carro. Os produtores executivos Bill Oakley e Josh Weinstein sugeriram que o carro fosse encontrado na praça do World Trade Center, por ser um local amplamente conhecido. Grandes extensões da cidade foram fotografadas a fim de produzir uma réplica detalhada de Manhattan. O episódio foi bem recebido pelos críticos de televisão e, desde então, integra as listas dos melhores episódios da série. A sequência musical da canção "You're Checkin' In" ganhou dois prêmios. Devido ao papel central do World Trade Center no episódio, este teve sua exibição suspensa em diversas áreas após os ataques de 11 de setembro de 2001, sendo retomada apenas recentemente.

## Produção
O roteirista Ian Maxtone-Graham, um ex-residente de Nova York, concebeu a ideia de fazer um episódio no qual a família viaja para a cidade para localizar seu carro perdido, acreditando se tratar de "um clássico problema de Manhattan". O produtor Bill Oakley, que havia visitado o World Trade Center quando a construção das torres foi concluída em 1973, sugeriu que o carro fosse encontrado estacionado na praça do complexo de edifícios. Segundo o também produtor Josh Weinstein, "quando percebemos que havia uma praça entre as duas torres, sabíamos que ela era o local perfeito para o carro de Homer".
Os animadores foram orientados a fazer uma réplica detalhada da cidade para o episódio. O animador David Silverman foi enviado para Manhattan para tirar centenas de fotos da cidade e dos arredores do World Trade Center. Quando ele retornou, o supervisor de design Lance Wilder e sua equipe levaram algum tempo para desenvolver novas cenas e planos de fundo, incorporando pequenos detalhes, como sinais luminosos e centenas de figurantes que iriam ilustrar corretamente a cidade. Oakley e Weinstein ficaram muito satisfeitos com os resultados finais, e ambos observaram que prédios, ruas e até cabines de elevadores foram detalhados de maneira fidedigna a seus homólogos do mundo real. Na cena final, na qual a família é vista deixando de Nova Iorque de carro através da Ponte George Washington, os créditos rolam com a "câmera" gradualmente recuando do carro, mostrando-o lateralmente e, em seguida, mostrando uma vista panorâmica da cidade, como se toda a sequência tivesse sido filmada a partir de um helicóptero. Para conseguir esse efeito, um modelo de computador da ponte sendo puxada para trás foi feito e, em seguida, impresso. Através das impressões, fotocópias foram feitas traçadas para as células de animação. O processo foi demorado e caro, já que o uso de animação por computador ainda não era comum quando o episódio foi produzido. O diretor Jim Reardon queria imitar os filmes que terminam de maneira semelhante. Segundo ele, "todos os filmes realizados em Nova Iorque puxavam a imagem para trás se os personagens saíssem da cidade de uma ponte". Pouco antes do episódio ir ao ar, a equipe de produção entrou em contato com a Fox para se certificar de que a emissora não iria inserir anúncios durantes os créditos.
Ken Keeler, que escreveu a letra do número musical "You're Checkin' In", passou duas horas isolado numa sala para escrever a canção. Após mostrar a letra para o resto da equipe de produção, algumas revisões foram feitas, embora pouco tenha sido alterado. Bill Oakley ficou insatisfeito com a parte da sequência onde um dos personagens afirma: "Ei, isso é apenas a minha aspirina!", afirmando que uma fala melhor poderia ter sido inserida no lugar desta.

## Enredo
Homer e seus amigos vão ao Bar do Moe após o trabalho. Moe lhes informa que, devido ao fato de dirigirem alcoolizados frequentemente, um deles deve ser escolhido para ficar sóbrio e poder levar os demais para casa. Assim sendo, eles fazem um sorteio usando o pote de ovos em conserva: quem ficar com o ovo preto não poderá beber naquela noite. Para seu desespero, Barney acaba sendo o escolhido e fica num estado mental cada vez mais frágil ao ver seus amigos se intoxicarem cada vez mais. Ele quase cede quando Duffman aparece com uma enorme caneca de cerveja, que Barney está proibido de beber.
Ainda sóbrio, Barney deixa Homer, Lenny e Carl em suas respectivas casas usando o carro de Homer. Homer está bêbado demais para perceber o frágil estado de espírito de Barney, dizendo a ele para "colocar o carro debaixo da porta" na manhã seguinte. Barney acelera para longe com o carro de Homer. Dois meses depois, ele retorna ao bar do Moe sem a menor lembrança do que aconteceu com o carro.
Homer recebe uma carta da cidade de Nova Iorque lhe informando que seu carro foi encontrado estacionado ilegalmente no meio da praça do World Trade Center. É então que Homer revela à família que ele havia estado em Nova York antes, quando tinha 17 anos de idade, tendo passado por uma experiência desagradável naquela cidade; um flashback mostra Homer sendo roubado diversas vezes em Nova Iorque. Embora relutante, ele concorda em retornar à cidade após ser convencido pela família.
Os Simpsons chegam a Nova Iorque de ônibus. Homer sai à procura de seu carro, enquanto Marge, Bart, Lisa e Maggie vão passear pela cidade. Homer encontra seu carro estacionado entre as duas torres do World Trade Center, com o pára-brisa coberto de multas e a roda imobilizada por um wheel clamp. Enquanto espera pelo agente de trânsito para resolver a situação de seu veículo, Homer bebe muito suco de caranguejo que comprou de um vendedor de rua e precisa usar o banheiro. Ele corre até o topo de uma das torres, mas descobre que o banheiro está em reforma. Ele corre até o topo da outra torre e enfim consegue usar o banheiro. No entanto, ele se desencontra com o agente de trânsito durante a correria e acaba recebendo outra multa. Enquanto isso, a família visita a Estátua da Liberdade e assiste a um espetáculo na Broadway. Bart conhece o escritório da revista Mad.
O sol começa a se pôr e Homer entra em pânico, não querendo estar nas ruas de Nova York depois de escurecer. Ele vai embora com o wheel clamp ainda preso à roda, danificando seriamente seu veículo. A velocidade lenta do carro detém o tráfego; Homer decide, então, usar uma britadeira para remover o wheel clamp, o que funciona, apesar de deixar seu carro ainda mais danificado. Ele reencontra os membros de sua família no Central Park, onde estavam desfrutando de um passeio de carruagem. Homer coloca-os apressadamente dentro do carro. A família está feliz e faz planos para regressar, enquanto Homer range os dentes e engole a raiva enquanto é atingido pelo resíduo hospitalar que está caindo do caminhão de lixo que está na frente deles no trânsito.